# Josef Fischer (filozof)
Josef Fischer (2. dubna 1891 Kolín – 19. února 1945 Neubrandenburg, Německo) byl český židovský filozof, sociolog, publicista, překladatel, odbojář, bratr literárního vědce Otokara Fischera. Za odbojovou činnost byl vězněn a popraven.

## Životopis
Narodil se v rodině Pavla Fischera a Hermíny rozené Krassové. Měl dva sourozence, Annu a Otokara. Oženil se s Milenou Balcarovou (1905–1945), se kterou měl dvě dcery: Soňu (později provdanou Novou) a Olgu (později provdanou Babulovou).
Po maturitě (1908) vystudoval na Filozofické fakultě Univerzity Karlovy v Praze filozofii, dějepis a zeměpis (PhDr. v roce 1913 na základě práce Filosofie dějin Františka Palackého). Od roku 1915 působil jako středoškolský profesor krátce na gymnáziu v Rychnově nad Kněžnou, pak v Lounech (1915–1919; tuto etapu jeho života zpracoval beletristicky v románě Pavel a Hedvika jeho tehdejší student Karel Konrád), poté na reálce v Praze–Karlíně a od roku 1931 na reálném gymnáziu v Praze–Libni. V roce 1928 se habilitoval pro obor dějiny filozofie na Filozofické fakultě UK, na níž pak také přednášel jako soukromý docent (nehonorovaný) moderní filozofii. Zabýval se zejména filozofií dějin, zvláště historicko-filozofickými názory Františka Palackého.
Ve 20. a 30. letech byl významným představitelem levicové sociálně demokratické inteligence sdružené kolem Dělnické akademie. Do různých časopisů psal články orientované v duchu masarykovské demokracie a protifašisticky. Ve 30. letech se výrazně angažoval v protifašistickém hnutí (v letech 1937–1938 byl předsedou Společnosti přátel demokratického Španělska), ve 40. letech pak v protinacistickém odboji.
Josef Fischer byl jedním z iniciátorů manifestu Věrni zůstaneme, vůdčí osobností Petičního výboru Věrni zůstaneme a hlavním autorem jeho programového dokumentu Za svobodu, do nové ČSR, nastiňujícího vývoj poválečné ČSR a přijatého za program celé domácí nekomunistické rezistence. Podílel se také na zpravodajských aktivitách pro zahraniční odboj a šíření ilegálních tiskovin. V říjnu 1941 jej gestapo zatklo, 1941–1943 byl vězněn v pankrácké věznici v Praze, odkud se pokoušel i nadále kontaktovat a vést odboj. Koncem roku 1944 byl odsouzen v Berlíně k trestu smrti a v únoru 1945 popraven. Odboje se aktivně účastnila i jeho manželka Milena – česká herečka, recitátorka, hlasatelka a lektorka pražského rozhlasu, jež zahynula v březnu téhož roku v koncentračním táboře Ravensbrück.
V roce 1995 byl doc. PhDr. Josefu Fischerovi udělen Řád Tomáše Garrigua Masaryka III. třídy in memoriam.

## Dílo
Výběr z časopiseckých článků Josefa Fischera lze nalézt v publikaci GABRIEL, Jiří, ed. Slovník českých filozofů. Brno: Masarykova universita, 1998. 697 s. ISBN 80-210-1840-2 [Heslo Josef Fischer viz s. 126–127.] Dostupné také z: https://www.phil.muni.cz/fil/scf/komplet/jfisch.html

### Monografie
- Presidentův program – Praha: Stanislav Minařík, 1921
- František Palacký o minulosti pro budoucnost – Praha: Svaz národního osvobození, 1926
- Myšlenka a dílo Františka Palackého – Praha: Čin, 1926–1927
- K aktivnímu národnímu dorozumění – Praha: vlastním nákladem, 1927–1937
- K politice socialistů v Československu – Praha: v. n., 1927–1937
- Výchova filosofií: kapitola k reformě střední školy – Praha: 1928
- Případ Petra Korčáka: vypravování o zoufalé bídě legionáře – Brno: Moravský legionář, 1928
- Před rozhodnutím zákonodárců – Praha: Grafické, knihařské a nakladatelské družstvo, 1933
- Filosofie a školy – napsali Jan Blahoslav Kozák, Albína Dratvová, Josef Fischer. Praha: Čin, 1933
- Válka a mír v antické filosofii – Praha: Čin, 1935
- K dnešnímu postavení filosofie – Praha: v. n., 1936
- Jejich boj: čemu slouží SdP – napsali J. Fischer, Václav Patzak, V. Perth. Praha: Nová svoboda, 1937
- Poslání Československa v boji o demokracii – Brno: Ústřední spolek jednot učitelských v zemi Moravskoslezské, 1937
- Španělská válka a evropský mír – Praha: v. n., 1937?
- Výchova k demokracii – Praha: v. n., 1937
- O T. G. Masarykovi: čtyři stati – napsali Josef Fischer – Na okraj dějinného postavení Masarykova; Volfgang Jankovec – Masaryk a světová válka; Václav Patzak – Masaryk a dělnictvo; V. K. Škrach – Masarykova humanitní demokracie. Praha: Dělnická akademie, 1938
- F. Palacký a T. G. Masaryk – po 1929
- K principům demokracie – před 1946
- Tradice do budoucna – před 1946

### Překlady
- Ernst Theodor Wilhelm Hoffmann. Cizí dítě. S úvodem O. Fischera. Praha: František Topič, 1910. Osení, sv. 22.
- Conrad Ferdinand Meyer. Páže Gustava Adolfa. Hradec Králové: Bohdan Melichar, 1912. Melicharův Výkvět světových literatur, č. 24–28.
- Conrad Ferdinand Meyer. Mnichova svatba. Hradec Králové: Bohdan Melichar, 1912. Melicharův Výkvět světových literatur, II, 2.
- Novalis. Pohádka. In: 1000 nejkrásnějších novel 1000 světových spisovatelů (č. 26), úvod František Sekanina. Praha: J. R. Vilímek, 1912.
- Ernst Theodor Wilhelm Hoffman. Pískař. In: 1000 nejkrásnějších novel… (č. 33), úvod František Sekanina. Praha: J. R. Vilímek, 1912.
- Conrad Ferdinand Meyer. Plautus v ženském klášteře. In: 1000 nejkrásnějších novel… (č. 89), úvod František Sekanina. Praha: J. R. Vilímek, 1915.
- Otto Erich Hartleben. Jenny Serényiová. In: 1000 nejkrásnějších novel… (č. 100), úvod František Sekanina. Praha: J. R. Vilímek, 1916.
- Friedrich Nietzsche. Ecce homo: jak se stát, čím kdo jsme. Praha: Alois Srdce, 1929. Spisy Friedricha Nietzsche, sv. 4. – Též opatřil poznámkami.
- Friedrich Nietzsche. Přehodnocení všech hodnot: [fragment]. Předmluva a kniha první, Antikrist. Praha: Alois Srdce, 1929. Spisy Friedricha Nietzsche, sv. 3. – Též opatřil poznámkami.
- Johann Wolfgang Goethe. Spřízněni volbou a jiné prosy. Erik Adolf Saudek (Spřízněni volbou); Josef Fischer (Pohádka, Novela), Otokar Fischer (Pedagogická provincie, Z maxim a reflexí, Fragment o přírodě), Blažena Plecháčová (Padesátiletý). Praha: František Borový, 1932. J. W. Goethe, sv. 9. Pantheon, kn. 70.

### Jiné
- Z politického odkazu Františka Palackého. (Praha: Čin, 1926) – uspořádal výběr statí a opatřil úvodem.
- Vůdcové a tradice: výbor z F. Palackého, K. Havlíčka, T. G. Masaryka. (Praha: Státní nakladatelství, 1932. Kytice, sv. 7) – uspořádal.
- Naše maminky: básně – vzpomínky – studie. (Praha: Orbis, 1933) — uspořádal spolu s Františkem Halasem.
- Vavřín spravedlivému: Svět o T. G. Masarykovi: [Sborník projevů]. (Praha: Orbis, 1936) – uspořádal a v Orbisu vydal.